# Trillion Underworld
Trillion Underworld je mikstejp slovenskega raperja Ledenega, ki je izšel 25. oktobra 2018 na njegovem SoundCloud profilu.

## Seznam pesmi
Vse pesmi je napisal Ledeni.
| Št.             | Naslov            | Dolžina |
| --------------- | ----------------- | ------- |
| 1.              | „Grudge‟          | 2:15    |
| 2.              | „You Are So Cold‟ | 2:24    |
| 3.              | „Ski Jacket‟      | 2:03    |
| 4.              | „Love It‟         | 2:13    |
| 5.              | „Ice Dream‟       | 2:09    |
| 6.              | „Dont Strees Me‟  | 2:15    |
| 7.              | „Secret of Mana‟  | 2:25    |
| 8.              | „Europa‟          | 2:09    |
| 9.              | „Nice Person‟     | 2:06    |
| Skupna dolžina: | Skupna dolžina:   | 20:02   |